# 젖산 탈수소효소
젖산 탈수소효소(영어: lactate dehydrogenase, LDH 또는 LD)는 거의 모든 살아 있는 생물의 세포에서 발견되는 효소이다. 젖산 탈수소효소는 젖산을 피루브산으로 전환하는 반응을 촉매할 때 NAD+를 NADH로 전환하며, 이의 역반응도 촉매한다. 탈수소효소는 수소화물을 한 분자에서 다른 분자로 옮기는 반응을 촉매하는 효소이다.
젖산 탈수소효소는 4가지 부류로 나눌 수 있다. 이 문서는 이 4가지 부류 중 특히 NAD(P)-의존성 L-젖산 탈수소효소에 관한 것이다. 다른 젖산 탈수소효소는 D-젖산에 작용하거나(NAD(P)-의존성 D-젖산 탈수소효소) 사이토크롬 c에 의존(L-젖산 탈수소효소 (사이토크롬), D-젖산 탈수소효소 (사이토크롬))한다.
젖산 탈수소효소는 혈액 세포 및 심장 근육과 같은 신체 조직에서 광범위하게 발현된다. 젖산 탈수소효소는 조직 손상시에 방출되기 때문에 심부전과 같은 일반적인 부상 및 질병의 지표로 활용된다.

## 반응

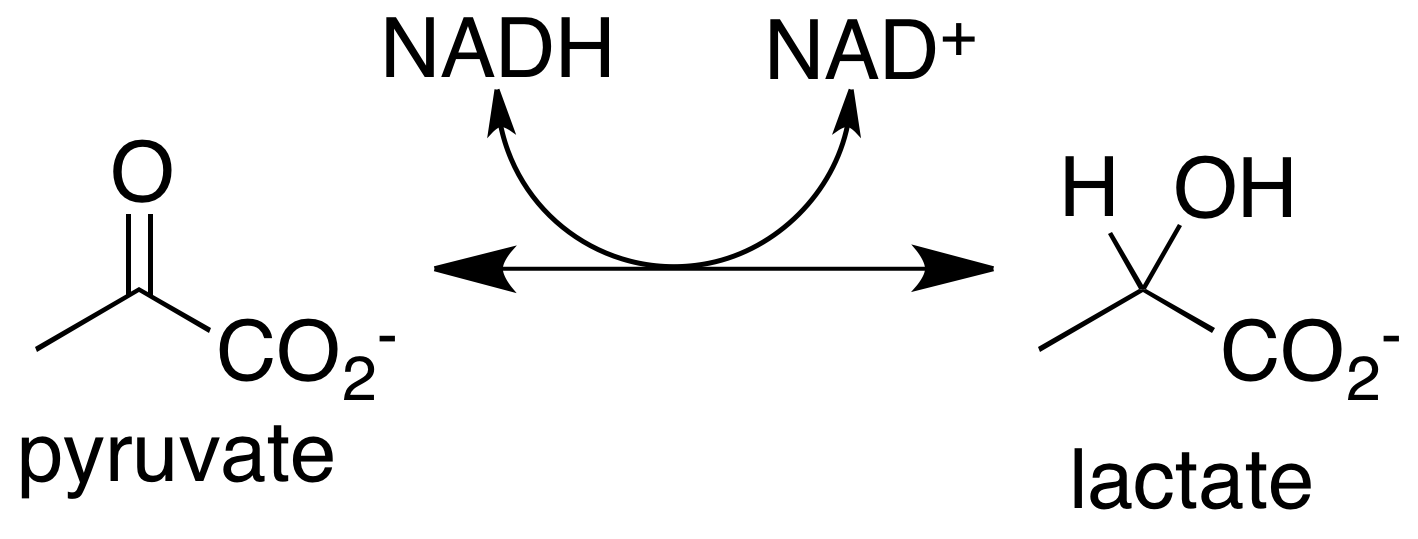
젖산 탈수소효소에 의해 촉매되는 반응

젖산 탈수소효소는 피루브산과 젖산의 상호전환과 이에 수반되는 NADH와 NAD+의 상호전환을 촉매한다. 젖산 탈수소효소는 산소가 없거나 산소의 공급이 부족할 때 해당과정의 최종 생성물인 피루브산을 젖산으로 전환하고 간에서 일어나는 코리 회로에서 이의 역반응을 수행한다. 고농도의 젖산에서 젖산 탈수소효소는 피드백 억제를 나타내며 피루브산이 젖산으로 전환되는 속도가 감소한다. 젖산 탈수소효소는 또한 2-하이드록시뷰티르산의 탈수소화를 촉매하지만 이것은 젖산보다 훨씬 더 열악한 기질이다.

## 활성 부위

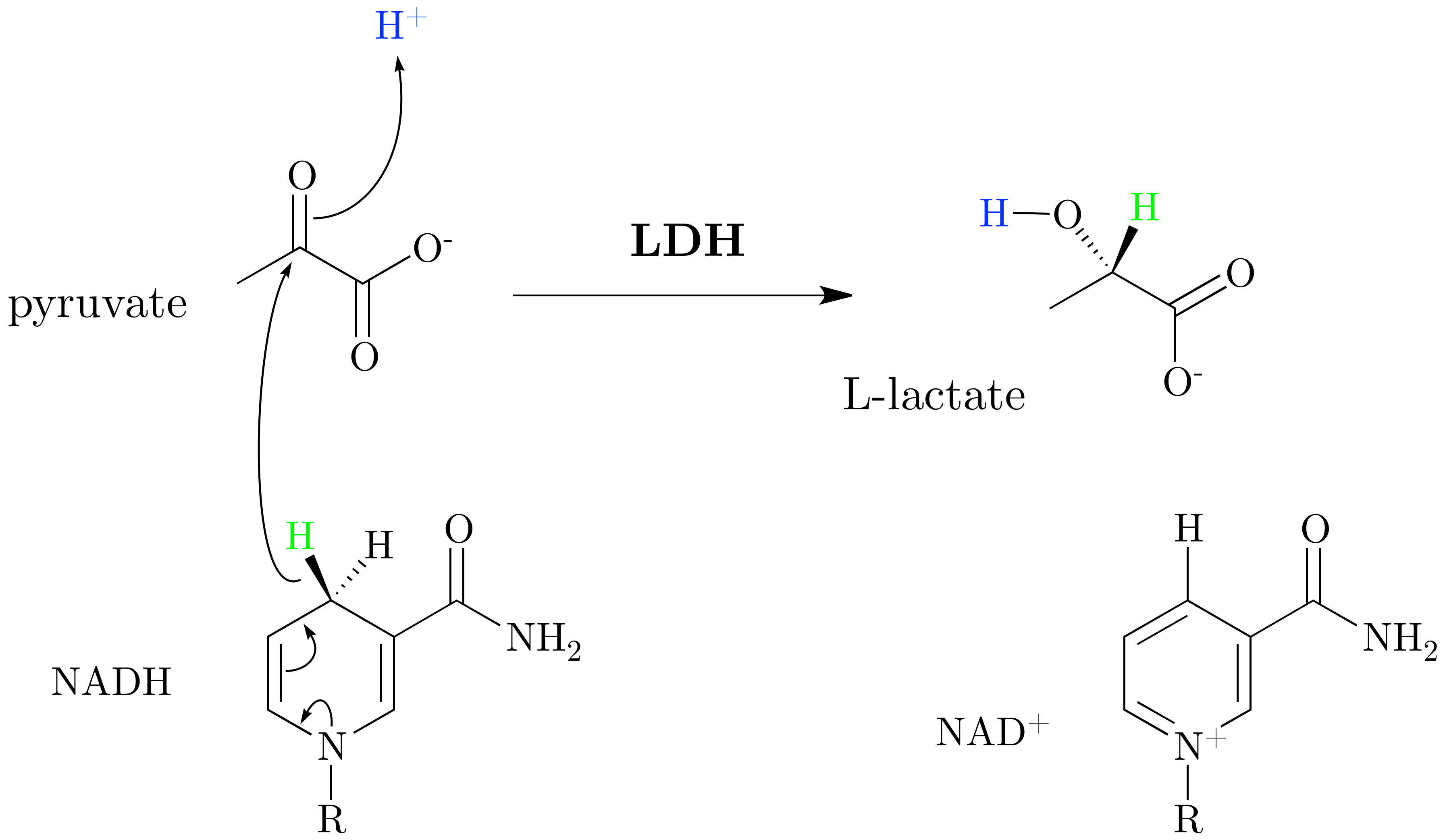
젖산 탈수소효소에 의해 촉매되는 반응의 메커니즘

사람의 젖산 탈수소효소는 His193을 양성자 수용체로 사용하고 조효소(Arg99, Asn138) 및 기질 (Arg106, Arg169, Thr248) 결합 잔기와 함께 작동한다. His193 활성 부위는 사람의 젖산 탈수소효소에서만 발견될 뿐만 아니라 다른 많은 동물에서도 발견되며 젖산 탈수소효소의 수렴 진화를 보여준다. 젖산 탈수소효소(LDH)의 두 가지 다른 소단위체(LDH의 M 소단위체로도 알려진 LDHA와 LDH의 H 소단위체로도 알려진 LDHB)는 둘 다 동일한 활성 부위와 반응에 참여하는 동일한 아미노산을 가지고 있다. 젖산 탈수소효소의 3차 구조를 구성하는 두 소단위체 사이의 눈에 띄는 차이점은 알라닌(M 사슬)이 글루타민(H 사슬)으로 대체된다는 것이다. 이 작지만 눈에 띄는 변화는 H 소단위체가 NAD+에 더 빨리 결합할 수 있고 M 소단위체의 촉매 활성이 아세틸피리딘 아데닌 다이뉴클레오타이드의 존재 하에서 감소되지 않는 반면 H 소단위체의 활성은 5배 감소하는 이유인 것으로 여겨진다.

## 동질효소
효소적으로 활성인 젖산 탈수소효소는 4개의 소단위체(테트라머)로 구성된다. 젖산 탈수소효소(LDH)의 가장 일반적인 두 가지 소단위체는 LDH-M과 LDH-H 펩타이드로 각각 근육 및 심장 조직에서 발견되어서 그 이름이 명명되었으며, 각각 LDHA 및 LDHB 유전자에 의해 암호화된다. 이들 2가지 소단위체는 5가지의 가능한 사량체 동질효소(LDH-1 (4H), LDH-2 (3H1M), LDH-3 (2H2M), LDH-4 (1H3M), LDH-5 (4M))를 형성할 수 있다. 이들 5가지 동질효소는 효소적으로 유사하지만 분포하는 조직이 다르다.
- LDH-1 (4H) – 심장, 적혈구, 뇌[4]
- LDH-2 (3H1M) – 세망내피계
- LDH-3 (2H2M) – 폐
- LDH-4 (1H3M) – 콩팥, 태반, 이자
- LDH-5 (4M) – 간, 가로무늬근,[5] 뇌[4]에도 존재함

LDH-2는 일반적으로 혈청에서 우세한 형태이다. LDH-2 수치보다 높은 LDH-1 수치("뒤집힌 패턴")은 심근경색(심장 조직의 손상으로 인해 LDH-1이 풍부한 심장의 LDH가 혈류로 방출됨)을 암시한다. 심근경색을 진단하기 위한 이러한 현상의 사용은 트로포닌 I 또는 T를 측정하는 것으로 대체되었다.
LDH 사량체에 포함될 수 있는 포유류의 LDH 소단위체에는 2가지가 더 있다(LDHC 및 LDHBx). LDHC는 LDHC 유전자에 의해 암호화되는 고환 특이적 LDH 단백질이다. LDHBx는 퍼옥시좀 특이적 LDH 단백질이다. LDHBx는 LDHB의 번역초과 형태이다. LDHBx는 LDHB mRNA의 번역에 의해 생성되지만 종결 코돈이 아미노산을 암호화하는 코돈으로 해석된다. 결과적으로 번역은 다음 종결 코돈까지 계속된다. 이것은 정상적인 LDH-H 단백질에 7개의 아미노산 잔기가 추가되도록 한다. 이러한 확장에는 퍼옥시좀 표적 신호가 포함되어 있기 때문에 LDHBx는 퍼옥시좀으로 이동한다.
| 젖산 탈수소효소 A (M 소단위체)                                          | 젖산 탈수소효소 A (M 소단위체) |
| ----------------------------------------------------------------------- | ------------------------------ |
| 사람의 젖산 탈수소효소 M4 (골격근에서 발견되는 동질효소). PDB 1I10에서. |                                |
| 식별자                                                                  |                                |
| 상징                                                                    | LDHA                           |
| 다른 상징                                                               | LDHM                           |
| NCBI 유전자                                                             | 3939                           |
| HGNC                                                                    | 6535                           |
| OMIM                                                                    | 150000                         |
| RefSeq                                                                  | NM_005566                      |
| UniProt                                                                 | P00338                         |
| 다른 정보                                                               |                                |
| EC 번호                                                                 | 1.1.1.27                       |
| 유전자 자리                                                             | Chr. 11 p15.4                  |
| 검색 구조 Swiss-model 도메인 InterPro                                   |                                |
| 검색                                                                    |                                |
| 구조                                                                    | Swiss-model                    |
| 도메인                                                                  | InterPro                       |

| 검색   | 검색        |
| ------ | ----------- |
| 구조   | Swiss-model |
| 도메인 | InterPro    |

| 젖산 탈수소효소 B (H 소단위체)               | 젖산 탈수소효소 B (H 소단위체) |
| -------------------------------------------- | ------------------------------ |
| 젖산 탈수소효소 B의 결정 구조. PDB 1T2F에서. |                                |
| 식별자                                       |                                |
| 상징                                         | LDHB                           |
| 다른 상징                                    | LDHL                           |
| NCBI 유전자                                  | 3945                           |
| HGNC                                         | 6541                           |
| OMIM                                         | 150100                         |
| RefSeq                                       | NM_002300                      |
| UniProt                                      | P07195                         |
| 다른 정보                                    |                                |
| EC 번호                                      | 1.1.1.27                       |
| 유전자 자리                                  | Chr. 12 p12.2–12.1             |
| 검색 구조 Swiss-model 도메인 InterPro        |                                |
| 검색                                         |                                |
| 구조                                         | Swiss-model                    |
| 도메인                                       | InterPro                       |

| 검색   | 검색        |
| ------ | ----------- |
| 구조   | Swiss-model |
| 도메인 | InterPro    |

| 젖산 탈수소효소 C                                           | 젖산 탈수소효소 C  |
| ----------------------------------------------------------- | ------------------ |
| 쥐의 고환의 젖산 탈수소효소 (C4)의 결정 구조. PDB 2LDX에서. |                    |
| 식별자                                                      |                    |
| 상징                                                        | LDHC               |
| NCBI 유전자                                                 | 3948               |
| HGNC                                                        | 6544               |
| OMIM                                                        | 150150             |
| RefSeq                                                      | NM_002301          |
| UniProt                                                     | P07864             |
| 다른 정보                                                   |                    |
| EC 번호                                                     | 1.1.1.27           |
| 유전자 자리                                                 | Chr. 11 p15.5–15.3 |
| 검색 구조 Swiss-model 도메인 InterPro                       |                    |
| 검색                                                        |                    |
| 구조                                                        | Swiss-model        |
| 도메인                                                      | InterPro           |

| 검색   | 검색        |
| ------ | ----------- |
| 구조   | Swiss-model |
| 도메인 | InterPro    |

## 단백질 패밀리
| D-젖산 탈수소효소, 막 결합                                                | D-젖산 탈수소효소, 막 결합 |
| ------------------------------------------------------------------------- | -------------------------- |
| 말초 막 호흡 효소인 D-젖산 탈수소효소의 결정 구조                         |                            |
| 식별자                                                                    |                            |
| 상징                                                                      | Lact-deh-memb              |
| Pfam                                                                      | PF09330                    |
| Pfam clan                                                                 | CL0277                     |
| InterPro                                                                  | IPR015409                  |
| SCOP                                                                      | 1f0x                       |
| SUPERFAMILY                                                               | 1f0x                       |
| 가능한 단백질 구조: Pfam 구조 PDB RCSB PDB ; PDBe ; PDBj PDBsum 구조 요약 |                            |
| 가능한 단백질 구조:                                                       |                            |
| Pfam                                                                      | 구조                       |
| PDB                                                                       | RCSB PDB; PDBe; PDBj       |
| PDBsum                                                                    | 구조 요약                  |

| 가능한 단백질 구조: | 가능한 단백질 구조:  |
| ------------------- | -------------------- |
| Pfam                | 구조                 |
| PDB                 | RCSB PDB; PDBe; PDBj |
| PDBsum              | 구조 요약            |

| 젖산/말산 탈수소효소, NAD 결합 도메인                                     | 젖산/말산 탈수소효소, NAD 결합 도메인 |
| 식별자                                                                    | 식별자                                |
| ------------------------------------------------------------------------- | ------------------------------------- |
| 상징                                                                      | Ldh_1_N                               |
| Pfam                                                                      | PF00056                               |
| Pfam clan                                                                 | CL0063                                |
| InterPro                                                                  | IPR001236                             |
| SCOP                                                                      | 6ldh                                  |
| SUPERFAMILY                                                               | 6ldh                                  |
| 가능한 단백질 구조: Pfam 구조 PDB RCSB PDB ; PDBe ; PDBj PDBsum 구조 요약 |                                       |
| 가능한 단백질 구조:                                                       |                                       |
| Pfam                                                                      | 구조                                  |
| PDB                                                                       | RCSB PDB; PDBe; PDBj                  |
| PDBsum                                                                    | 구조 요약                             |

| 가능한 단백질 구조: | 가능한 단백질 구조:  |
| ------------------- | -------------------- |
| Pfam                | 구조                 |
| PDB                 | RCSB PDB; PDBe; PDBj |
| PDBsum              | 구조 요약            |

| 젖산/말산 탈수소효소, 알파/베타 C-말단 도메인                             | 젖산/말산 탈수소효소, 알파/베타 C-말단 도메인 |
| 식별자                                                                    | 식별자                                        |
| ------------------------------------------------------------------------- | --------------------------------------------- |
| 상징                                                                      | Ldh_1_C                                       |
| Pfam                                                                      | PF02866                                       |
| Pfam clan                                                                 | CL0341                                        |
| InterPro                                                                  | IPR022383                                     |
| PROSITE                                                                   | PDOC00066                                     |
| SCOP                                                                      | 6ldh                                          |
| SUPERFAMILY                                                               | 6ldh                                          |
| 가능한 단백질 구조: Pfam 구조 PDB RCSB PDB ; PDBe ; PDBj PDBsum 구조 요약 |                                               |
| 가능한 단백질 구조:                                                       |                                               |
| Pfam                                                                      | 구조                                          |
| PDB                                                                       | RCSB PDB; PDBe; PDBj                          |
| PDBsum                                                                    | 구조 요약                                     |

| 가능한 단백질 구조: | 가능한 단백질 구조:  |
| ------------------- | -------------------- |
| Pfam                | 구조                 |
| PDB                 | RCSB PDB; PDBe; PDBj |
| PDBsum              | 구조 요약            |

이러한 단백질 패밀리는 또한 혐기성 해당과정의 마지막 단계인 L-젖산의 피루브산으로의 전환을 촉매하는 L-젖산 탈수소효소를 포함한다. 말산의 옥살로아세트산으로의 상호전환을 촉매하고 시트르산 회로에 참여하는 말산 탈수소효소 및 L-2-하이드록시아이소카프로산 탈수소효소도 이 단백질 패밀리의 구성원이다. N-말단은 로스만 NAD-결합 접힘이고 C-말단은 특이한 알파+베타 접힘이다.

## 효소 조절
젖산 탈수소효소는 다른 자리 입체성 조절의 모르페인 모델을 사용할 수 있다.

### 에탄올 유도 저혈당증
에탄올은 알코올 탈수소효소에 의해 아세트알데하이드로 탈수소화되고, 아세트알데하이드 탈수소효소에 의해 아세트산으로 추가적으로 탈수소화된다. 이 반응 동안 2 NADH가 생성된다. 많은 양의 에탄올이 존재하면 많은 양의 NADH가 생성되어 NAD+가 고갈된다. 따라서 NAD+의 관련 재생으로 인해 피루브산에서 젖산으로의 전환이 증가한다. 따라서 음이온-차(anion-gap) 대사성 산증(젖산산증)이 에탄올 중독으로 이어질 수 있다.
증가된 NADH/NAD+ 비율은 또한 술을 마셨고 혈당량을 유지하기 위해 포도당신생합성에 의존하는 (그렇지 않으면) 단식하는 사람에서 저혈당증을 유발할 수 있다. 알라닌과 젖산은 피루브산의 형태로 포도당신생합성에 사용되는 포도당신생합성의 주요 전구체이다. NADH/NAD+ 비율이 높으면 젖산 탈수소효소의 평형이 젖산으로 이동하여 더 적은 피루브산이 형성될 수 있으므로 포도당신생합성이 손상된다.

### 기질 조절
젖산 탈수소효소는 또한 기질의 상대적인 농도에 의해 조절된다. 젖산 탈수소효소는 극도의 근육 활동 기간 동안 젖산 탈수소효소 반응에 대한 기질의 증가로 인해 더 활성화된다. 골격근이 높은 수준의 힘을 생산하는 동안 산소 호흡에 의한 ATP의 공급과 관련하여 ATP에 대한 수요는 유리 ADP, AMP 및 Pi의 축적으로 이어진다. 이어지는 해당과정, 특히 피루브산의 생산은 피루브산 탈수소효소 및 다른 셔틀 효소가 피루브산을 대사하는 능력을 초과한다. 젖산 탈수소효소를 통한 흐름은 피루브산과 NADH의 증가된 수준에 반응하여 피루브산을 젖산으로 대사하는 것을 증가시킨다.

### 전사 조절
젖산 탈수소효소(LDH)는 PGC-1α에 의한 전사 조절을 받는다. PGC-1α는 LDH A mRNA 전사 및 피루브산을 젖산으로 전환시키는 효소의 활성을 감소시켜 젖산 탈수소효소를 조절한다.

## 유전학
젖산 탈수소효소의 M 소단위체와 H 소단위체는 다음과 같이 두 가지 서로 다른 유전자에 의해 암호화된다.
- M 소단위체는 11번 염색체의 p 15.4에 위치한 LDHA에 의해 암호화된다(사람의 멘델 유전 온라인(Online 'Mendelian Inheritance in Man' (OMIM) 150000)).
- H 소단위체는 12번 염색체의 p12.2-p12.1에 위치한 LDHB애 의해 암호화된다(사람의 멘델 유전자 온라인(Online 'Mendelian Inheritance in Man' (OMIM) 150100)).
- 세 번째 동질형인 LDHC 또는 LDHX는 고환에서만 발현된다(사람의 멘델 유전자 온라인(Online 'Mendelian Inheritance in Man' (OMIM) 150150)). 이 유전자는 LDHA의 중복 가능성이 높으며 11번 염색체(11p15.5-p15.3)에도 존재한다.
- 네 번째 동질형은 퍼옥시좀에 국한된다. 이것은 LDHB 유전자에 의해 암호화되는 하나의 LDHBx 소단위체를 포함하는 사량체이다. LDHBx 단백질은 LDHB (LDH-H) 단백질보다 아미노산 잔기가 7개 더 많다. 이러한 아미노산의 확장은 기능적 번역초과에 의해 일어난다.[6]

M 소단위체의 돌연변이는 희귀 질환인 운동성 미오글로빈뇨증(OMIM 문서 참조)과 관련이 있으며 H 소단위체의 돌연변이는 설명되었지만 질병을 유발하는 것으로 보이지는 않는다.

### 돌연변이

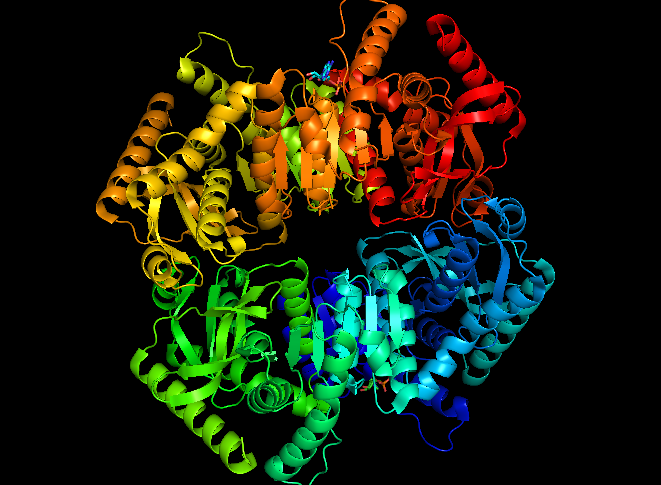
이것은 일반적으로 골격근에서 발견되는(LDH-5)의 돌연변이 버전이다.

드문 경우지만, 젖산 탈수소효소의 생산을 조절하는 유전자의 돌연변이는 젖산 탈수소효소 결핍증으로 알려진 의학적 상태로 이어질 수 있다. 어떤 유전자가 돌연변이를 가지고 있는지에 따라 젖산 탈수소효소 A 결핍증(글리코젠 축적병 XI라고도 함) 또는 젖산 탈수소효소 B 결핍증이라는 두 가지 유형 중 하나가 발생할 수 있다. 이들 두 가지 상태는 신체가 주로 특정 근육 세포에서 당을 분해하는 방식에 영향을 미친다. 젖산 탈수소효소 A 결핍증은 LDHA 유전자의 돌연변이로 인해 일어나는 반면, 젖산 탈수소효소 B 결핍증은 LDHB 유전자의 돌연변이로 인해 일어난다.
이 상태는 상염색체 열성 패턴으로 유전되며, 이는 이 상태가 발현되기 위해서는 두 부모 모두 돌연변이 유전자를 자식에게 물려주어야 함을 의미한다.
완전한 젖산 탈수소효소는 4개의 단백질 소단위체로 구성된다. 젖산 탈수소효소에서 발현되는 두 가지 가장 흔한 소단위체는 LDHA 및 LDHB 유전자에 의해 암호화되기 때문에 이 질병의 변이는 신체에서 발견되는 많은 젖산 탈수소효소에 이상을 유발한다. 젖산 탈수소효소 A 결핍증의 경우 LDHA 유전자의 돌연변이로 인해 다른 소단위체와 결합하여 완전한 효소를 형성할 수 없는 비정상적인 젖산 탈수소효소 A 소단위체가 생성된다. 이러한 기능적 소단위체의 결핍은 형성되는 효소의 양을 감소시켜 전반적인 활성의 감소로 이어지게 된다. 해당과정의 혐기성 단계(코리 회로)에서 돌연변이가 일어난 젖산 탈수소효소는 세포가 필요로 하는 추가적인 에너지를 생성하기 위해 피루브산을 젖산으로 전환할 수 없게 된다. 이 소단위체는 골격근(운동을 담당하는 주요 근육)에서 발견되는 젖산 탈수소효소에서 농도가 가장 높기 때문에 고강도의 신체 활동에 필요한 에너지는 이러한 혐기성 단계에서 생성되는 에너지의 양으로는 불충분하게 된다. 이것은 차례로 근육 조직을 약화시키고 결국 파괴하여, 횡문근융해증으로 알려진 상태가 된다. 횡문근융해증의 과정은 또한 혈액으로 미오글로빈을 방출시키며, 이는 결국 소변으로 들어가 소변을 붉은색이나 갈색이 되도록 하는데, 이것은 미오글로빈뇨증으로 알려진 또 다른 상태이다. 다른 일반적인 증상으로는 피로, 근육통, 운동 중 경련, 피부 발진으로 구성된 운동 불내성이 있다. 심한 경우 미오글로빈뇨증은 신장을 손상시켜 생명을 위협하는 신부전으로 이어질 수 있다. 확실한 진단을 내리기 위해 근육 생검을 수행하여 젖산 탈수소효소의 활성이 낮거나 없음을 확인할 수 있다. 현재 이러한 상태에 대한 특정 치료법은 없다.
젖산 탈수소효소 B 결핍증의 경우 LDHB 유전자의 돌연변이로 인해 다른 소단위체와 결합하여 완전한 효소를 형성할 수 없는 비정상적인 젖산 탈수소효소 B 소단위체가 생성된다. 젖산 탈수소효소 A 결핍증과 마찬가지로 이 돌연변이는 젖산 탈수소효소의 전반적인 효과를 감소시킨다. 그러나 이 두 가지 경우에는 몇 가지 중요한 차이점이 있다. 첫 번째는 상태가 나타나는 위치이다. 젖산 탈수소효소 B 결핍증이 있는 경우 심장 근육 또는 심장 내에서 B 소단위체의 농도가 가장 높다. 심장 내에서 젖산 탈수소효소는 젖산을 다시 피루브산으로 전환시키는 역할을 하여 피루브산이 다시 사용되어 더 많은 에너지를 생성할 수 있도록 한다. 돌연변이가 일어난 효소를 사용하면 이러한 전환율이 전반적으로 감소한다. 그러나 젖산 탈수소효소 A 결핍증과는 달리 이 돌연변이는 이 상태와 관련된 증상이나 건강 문제를 유발하지 않는 것으로 보인다. 현재로서 이것이 왜 그런지 명확히지 않다. 영향을 받는 사람은 일반적으로 일상적인 혈액 검사에서 혈액 내에 낮은 젖산 탈수소효소 수치가 나타날 때만 발견된다.

## 근육 피로에서의 역할
격렬한 운동 시의 산증의 시작은 일반적으로 젖산으로부터 분리된 수소 이온의 축적에 기인한다. 이전에는 젖산이 근육 피로를 유발하는 것으로 생각했었다. 이러한 추론으로부터 젖산의 생성이 운동시 근육 피로의 주요 원인이라는 생각이 널리 채택되었다. 혐기성 조건 하에서 젖산의 생성에 대한 보다 정밀하고 기계적인 분석은 산증에 기여하는 젖산 탈수소효소를 통한 젖산의 생성에 관한 생화학적 증거가 없음을 보여준다. 젖산 탈수소효소의 활성은 근육 피로와 관련이 있지만 젖산 탈수소효소 복합체에 의한 젖산의 생성은 근육 피로의 시작을 지연시키는 시스템으로 작용한다. 젖산 셔틀을 발견한 UC 버클리의 조지 브룩스(George Brooks)와 그 동료들은 젖산이 실제로 노폐물이나 근육 피로의 원인이 아닌 대사 연료 임을 보여주었다.
젖산 탈수소효소는 여러 가지 방법으로 근육 부전과 피로를 방지한다. 젖산 형성 반응은 세포질의 NAD+를 생성하며, 이는 글리세르알데하이드 3-인산 탈수소효소의 반응으로 공급되어 세포질의 산화환원 전위를 유지하고 ATP의 생성을 촉진하기 위해 해당과정의 에너지 회수기를 통한 기질의 흐름을 촉진하는 것을 돕는다. 이것은 사실상 과중한 작업 부하 하에서 수축하는 근육에 더 많은 에너지를 공급한다. 세포에서 젖산의 생성 및 제거는 또한 젖산 탈수소효소 반응에서 소비된 양성자를 방출한다. 이 발효 반응의 여파로 생성된 과잉의 양성자의 제거는 근육 산증에 대한 완충 시스템으로 작용한다. 일단 양성자의 축적이 젖산 탈수소효소 동반수송을 통한 젖산 생성 및 제거의 흡수율을 초과하면 근육성 산증이 일어난다.

## 혈액 검사
| 하한치 | 상한치 | 단위   | 비고    |
| ------ | ------ | ------ | ------- |
| 50     | 150    | U/L    |         |
| 0.4    | 1.7    | μmol/L |         |
| 1.8    | 3.4    | µkat/L | < 70 세 |

혈액 검사에서 높은 수준의 젖산 탈수소효소는 일반적으로 조직 손상을 나타내며, 여기에는 광범위한 조직 분포를 반영하는 다음과 같은 여러 잠재적인 원인들이 있다.
- 용혈성 빈혈[28]
- 악성 빈혈[28]
- 감염성 단핵구증, 수막염, 뇌염, HIV/AIDS와 같은 감염. 특히 패혈증에서 증가한다.[28]
- 창자 경색, 심근 경색 및 폐경색과 같은 경색[28]
- 급성 신부전[28]
- 급성 간부전[28]
- 횡문근융해증[29]
- 췌장염[28]
- 골절[28]
- 암, 특히 고환암과 림프종. 화학 요법 후 높은 젖산 탈수소효소 수치는 치료가 성공적이지 않았음을 나타낼 수 있다.[28]
- 심한 쇼크[28]
- 저산소증[28]

낮거나 정상적인 젖산 탈수소효소 수치는 일반적으로 병리를 나타내지 않는다. 젖산 탈수소효소의 낮은 수치는 비타민 C의 다량 섭취로 인해 발생할 수 있다.
젖산 탈수소효소는 일반적으로 몸 전체에 소량으로 나타나는 단백질이다.

### 암 검사

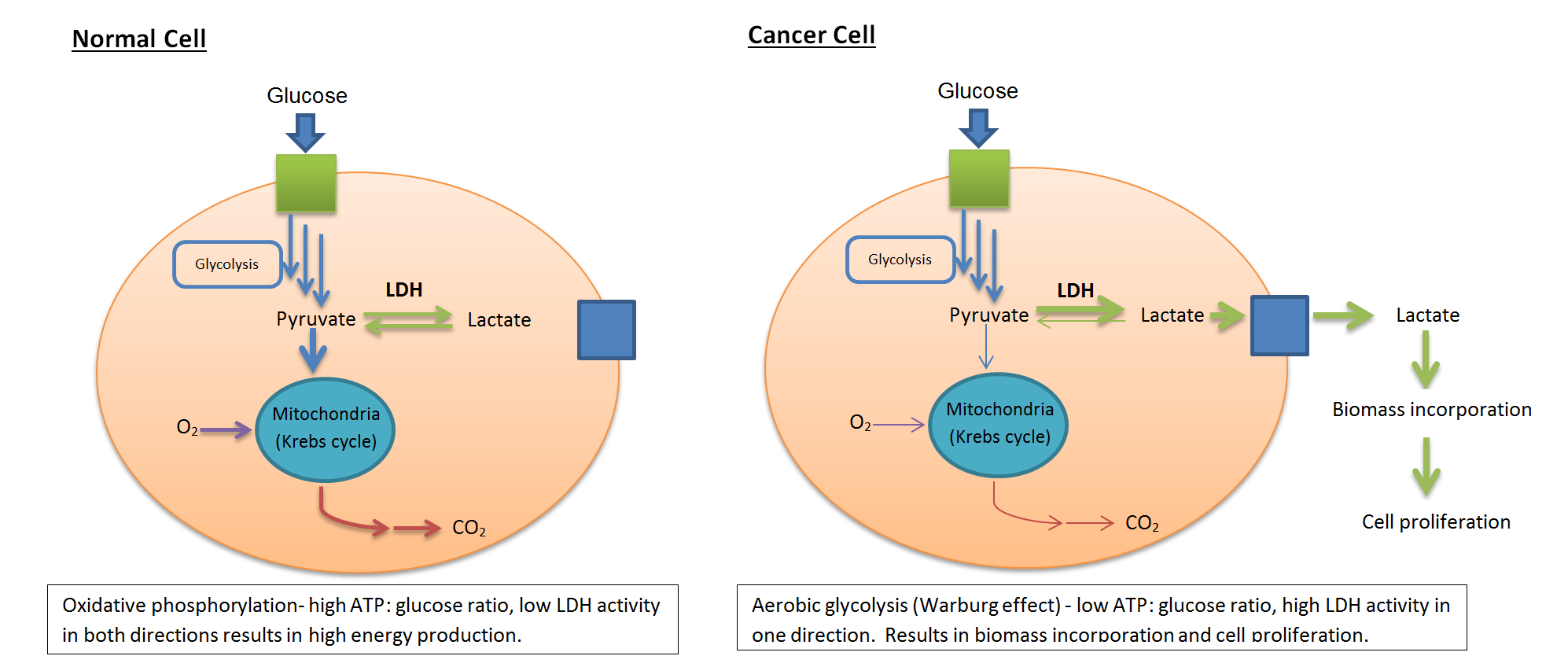
정상 세포와 암세포에서의 젖산 탈수소효소 활성의 비교

많은 암들이 젖산 탈수소효소 수치를 높일 수 있기 때문에 젖산 탈수소효소는 종양 표지자로 사용될 수 있지만 동시에 특정 암을 식별하는 데 유용하지 않다. 젖산 탈수소효소의 수치를 측정하면 암 치료를 모니터링하는 데 도움이 될 수 있다. 암이 아니지만 젖산 탈수소효소의 수치를 높일 수 있는 상태로는 심부전, 갑상선 기능 저하증, 빈혈, 임신중독증, 수막염, 뇌염, 급성 췌장염, HIV, 폐질환, 간질환 등이 있다.
조직 분해는 젖산 탈수소효소를 방출하기 때문에 젖산 탈수소효소는 조직 분해(예: 용혈)의 대용물로 측정할 수 있다. 젖산 탈수소효소는 젖산 탈수소효소 검사(LDH 검사)로 측정한다. 측정된 젖산 탈수소효소(LDH) 값을 정상 범위와 비교하면 진단에 도움이 된다.

### 용혈
의학에서 젖산 탈수소효소는 적혈구에 풍부하고 용혈에 대한 표지자로 기능을 할 수 있기 때문에 조직 파괴의 표지자로 자주 사용된다. 잘못 처리된 혈액 샘플은 적혈구의 손상으로 인해 위양성(false-positive)의 높은 젖산 탈수소효소 수치를 나타낼 수 있다.
또한 젖산 탈수소효소는 심근 경색의 표지자로 사용될 수 있다. 심근 경색 후 젖산 탈수소효소의 수치는 3~4일에 정점에 도달하고 최대 10일 동안 상승된 상태를 유지한다. 이러한 방식으로 상승된 젖산 탈수소효소(LDH)의 수치(LDH1의 수치가 LDH2의 수치보다 높은 경우(즉, LDH 플립) 일반적으로 혈청에서는 LDH2가 LDH1보다 높음)는 흉통이 발생하고 며칠 후에 의사를 찾는 경우 환자가 심근 경색인지 여부를 판단하는 데 유용할 수 있다.

### 조직 회전율
다른 용도로는 일반적으로 조직 파괴 평가가 있다. 이것은 용혈의 다른 지표가 없을 때 가능하다. 암(특히 림프종) 환자를 추적하는 데 사용되는 데, 이는 암세포가 높은 비율로 전환되고 파괴된 세포가 LDH 활성을 증가시키기 때문이다.

### 인간 면역결핍 바이러스 (HIV)
젖산 탈수소효소는 종종 주폐포자충 폐렴(PCP)에 대한 비특이적 표지자로 HIV 감염 환자에서 측정된다. HIV 환자의 상기도 증상에서 상승된 젖산 탈수소효소의 수치는 주폐포자충 폐렴을 시사하지만 진단적이지는 않다. 그러나 호흡기 증상이 있는 HIV 양성 환자의 경우 매우 높은 LDH 수치(>>600 IU/L)는 120명의 주폐포자충 폐렴 환자와 30명의 히스토플라스마증(9.33배 더 높음)을 나타냈다.

## 다른 체액에서의 검사

### 삼출액 및 누출액
흉막삼출액(또는 심낭삼출액)에서 흡인된 체액에서 젖산 탈수소효소를 측정하면 삼출액(예: 염증으로 인해 능동적으로 분비되는 액체) 또는 누출액(높은 정수압 또는 낮은 교질삼투압으로 인해 수동적으로 분비되는 액체)을 구별하는 데 도움이 될 수 있다. 일반적인 기준(라이트의 기준에 포함됨)은 혈청의 젖산 탈수소효소에 대한 흉막의 젖산 탈수소효소의 비율이 0.6보다 크거나 혈청의 젖산 탈수소효소에 대한 정상 실험실 값의 2/3보다 크면 삼출액을 나타내고, 이보다 적은 비율은 누출액을 나타낸다. 실험실마다 혈청의 젖산 탈수소효소의 상한값이 다르지만 예를 들어 200 및 300 IU/L이 있다. 축농증에서 젖산 탈수소효소의 수치는 일반적으로 1000 IU/L을 초과한다.

### 수막염 및 뇌염
뇌척수액에서 높은 수준의 젖산 탈수소효소는 보통 세균성 수막염과 관련이 있다. 바이러스성 수막염의 경우, 일반적으로 높은 젖산 탈수소효소는 뇌염의 존재와 나쁜 예후를 나타낸다.

## 암 치료에서
젖산 탈수소효소는 종양 개시 및 대사에 관여한다. 암세포는 미토콘드리아의 호기성 호흡과 더불어 증가된 해당과정에 의존하여 산소가 충분한 조건에서도(바르부르크 효과로 알려진 과정) 미토콘드리아의 호기성 호흡을 증가시킨다. 발효에서 이 상태는 젖산 탈수소효소 A에 의해 촉매된다. 이 메커니즘은 종양 세포가 산소의 이용 가능성에 관계없이 저장된 포도당의 대부분을 젖산염으로 전환하여 포도당 대사 산물의 사용을 단순한 에너지 생산에서 가속화된 세포 생장 및 복제 촉진으로 전환하도록 한다.
젖산 탈수소효소 A와 그 활성의 억제 가능성은 발암성 세포의 증식을 방지하는 데 중점을 둔 암 치료에서 유망한 표적으로 확인되었다. 젖산 탈수소효소 A의 화학적 억제는 암세포의 대사 과정 및 전반적인 생존에 현저한 변화를 입증했다. 옥삼산염은 젖산 탈수소효소 A의 세포질 저해제로 종양 세포에서 ATP의 생성을 현저하게 감소시킬 뿐만 아니라 활성 산소의 생성을 증가시킨다. 이러한 활성 산소는 저농도에서 세포 주기 진행 생장 인자를 구동하는 키네이스를 활성화하여 암세포의 증식을 유도하지만, 고농도에서는 산화 스트레스를 통해 DNA를 손상시킬 수 있다. 2차 지질 산화 생성물은 또한 젖산 탈수소효소를 비활성화하고 NADH를 재생하는 능력에 영향을 미쳐 젖산을 피루브산으로 전환시키는 효소의 능력을 직접적으로 방해한다.
최근의 연구에 따르면 젖산 탈수소효소의 활성이 반드시 전이 위험의 지표는 아니지만 젖산 탈수소효소의 발현은 암의 예후에서 일반적인 표지자로 작용할 수 있다. 종양 및 간질에서 LDH5 및 VEGF의 발현은 미만성 또는 혼합형 위암에 대한 강력한 예후 인자인 것으로 밝혀졌다.

## 원핵생물
캡-멤브레인 결합 도메인은 원핵생물의 젖산 탈수소효소에서 발견된다. 이것은 α-나선이 양쪽 측면에 있는 큰 7가닥의 역평행 β-시트로 구성된다. 이것은 막 결합을 허용한다.

## 같이 보기
- 젖산
- 탈수소효소
- 산화환원효소
- 젖산 발효

## 더 읽을거리
- Johnson WT, Canfield WK (1985). “Intestinal absorption and excretion of zinc in streptozotocin-diabetic rats as affected by dietary zinc and protein.”. 《J Nutr》 115 (9): 1217–27. doi:10.1093/jn/115.9.1217. PMID 3897486.
- Ein SH, Mancer K, Adeyemi SD (1985). “Malignant sacrococcygeal teratoma--endodermal sinus, yolk sac tumor--in infants and children: a 32-year review.”. 《J Pediatr Surg》 20 (5): 473–7. doi:10.1016/s0022-3468(85)80468-1. PMID 3903096.
- Azuma M, Shi M, Danenberg KD, Gardner H, Barrett C, Jacques CJ, Sherod A, Iqbal S, El-Khoueiry A, Yang D, Zhang W, Danenberg PV, Lenz HJ (2007). “Serum lactate dehydrogenase levels and glycolysis significantly correlate with tumor VEGFA and VEGFR expression in metastatic CRC patients.”. 《Pharmacogenomics》 8 (12): 1705–13. doi:10.2217/14622416.8.12.1705. PMID 18086000.
- Masepohl B, Klipp W, Pühler A (1988). “Genetic characterization and sequence analysis of the duplicated nifA/nifB gene region of Rhodobacter capsulatus.”. 《Mol Gen Genet》 212 (1): 27–37. doi:10.1007/bf00322441. PMID 2836706. S2CID 21009965.
- Galardo MN, Regueira M, Riera MF, Pellizzari EH, Cigorraga SB, Meroni SB (2014). “Lactate Regulates Rat Male Germ Cell Function through Reactive Oxygen Species.”. 《PLOS ONE》 9 (1): e88024. Bibcode:2014PLoSO...988024G. doi:10.1371/journal.pone.0088024. PMC 3909278. PMID 24498241.
- Tesch P, Sjödin B, Thorstensson A, Karlsson J (1978). “Muscle fatigue and its relation to lactate accumulation and LDH activity in man.”. 《Acta Physiol Scand》 103 (4): 413–20. doi:10.1111/j.1748-1716.1978.tb06235.x. PMID 716962.
- Beck O, Jernström B, Martinez M, Repke DB (1988). “In vitro study of the aromatic hydroxylation of 1-methyltetrahydro-beta-carboline (methtryptoline) in rat.”. 《Chem Biol Interact》 65 (1): 97–106. doi:10.1016/0009-2797(88)90034-8. PMID 3345575.
- Summermatter S, Santos G, Pérez-Schindler J, Handschin C (2013). “Skeletal muscle PGC-1α controls whole-body lactate homeostasis through estrogen-related receptor α-dependent activation of LDH B and repression of LDH A.”. 《Proc Natl Acad Sci U S A》 110 (21): 8738–43. Bibcode:2013PNAS..110.8738S. doi:10.1073/pnas.1212976110. PMC 3666691. PMID 23650363.
- Robergs RA, Ghiasvand F, Parker D (2004). “Biochemistry of exercise-induced metabolic acidosis.”. 《Am J Physiol Regul Integr Comp Physiol》 287 (3): R502–16. doi:10.1152/ajpregu.00114.2004. PMID 15308499. S2CID 2745168.
- Kresge N, Simoni RD, Hill RL (2005). “Otto Fritz Meyerhof and the elucidation of the glycolytic pathway.”. 《J Biol Chem》 280 (4): e3. doi:10.1016/S0021-9258(20)76366-0. PMID 15665335.